# Demba Ba
Pour les articles homonymes, voir Ba.
Demba Ba, né le 25 mai 1985 à Sèvres (France), est un directeur sportif et ancien footballeur international sénégalais.
Il réalise la majeure partie de sa carrière de joueur, au poste d'attaquant, en Allemagne, à Hoffenheim, en Angleterre, à West Ham, Newcastle United et Chelsea, puis en Turquie et en Chine.
En 2023, il entame une carrière de dirigeant à l'USL Dunkerque, club de 2e division du championnat de France, qui obtient rapidement des résultats remarquables.

## Biographie

### Jeunesse
Demba Ba est le sixième enfant de parents originaires de Koussanar dans la région de Tambacounda au Sénégal, immigrés en France. Il naît à Sèvres (Hauts-de-Seine) en région parisienne mais grandit au Havre, en Seine-Maritime avec ses frères et sœurs. Ils parlent la langue pulaar.  
Il joue comme beaucoup d'enfants au football à l'école. Il est licencié de l'ES Mont Gaillard, au Havre, dès 1992. Au collège, il intègre le centre sport-études de Saint-Valery-en-Caux. Dans le même temps, il fréquente les clubs du Port autonome du Havre (1999-2000) et du SC Frileuse (2000-2001). En 2001, alors qu'il a 16 ans, sa famille déménage à Châtillon (Hauts-de-Seine) et il prend sa licence au club du Stade municipal de Montrouge, qui devient en 2003 le Montrouge FC 92. 
En 2004 il décide de se consacrer totalement au football. Il passe des tests à l'Olympique lyonnais puis à l'AJ Auxerre, mais ne convainc pas ces clubs de l'élite. Il tente sa chance à Watford (alors en Championship, la deuxième division anglaise) puis à Barnsley. L'entraîneur de Watford, Ray Lewington (en), lui propose de s'entraîner avec l'équipe professionnelle avant de signer un contrat en 2005. Mais l'entraîneur est licencié et Ba n'entre pas dans les plans du nouvel entraîneur, Aidy Boothroyd. L'expérience s'arrête en mars 2005 sur un retour en France,.

### Carrière de joueur

#### Débuts professionnels (2005-2007)
En juillet 2005, après un nouvel essai non concluant à Amiens, Demba Ba prend une licence au FC Rouen. Il débute avec l'équipe réserve, mais après le stage de début de saison, l'entraîneur Alain Michel lui propose de signer un contrat d'une saison au club avec l'équipe première, en Championnat de France amateur. Il inscrit alors 7 buts en 31 matchs de championnat. Le club tente de le faire rester mais Demba souhaite jouer à un plus niveau haut. Il est en contact avec le FC Nantes, le LOSC ou le RC Lens[réf. souhaitée] mais c'est finalement à Mouscron, en première division de Belgique, qu'il signe un contrat de trois saisons. Ses débuts sont prometteurs et il marque son premier but lors de son deuxième match, face à La Gantoise le 5 août 2006, mais il se blesse gravement au match suivant avec une fracture tibia-péroné,. Il ne fait son retour sur les terrains qu'en avril 2007, mais en dépit d'une interruption de huit mois, il inscrit 7 buts lors des 7 derniers matchs de la saison,. 
Ses bonnes performances avec le club mouscronnois lui valent en  juin 2007, sa première sélection avec l'équipe nationale du Sénégal lors de laquelle il marque un but contre la Tanzanie, offrant le match nul à sa sélection qui conserve ainsi la première place de son groupe de qualification. Il reprend avec le club belge, mais il est approché par le club d'Hoffenheim, qui évolue alors en deuxième division allemande et où il est transféré en août 2007, contre une indemnité estimée à 3 millions d'euros.

#### Révélation en Allemagne (2007-2011)
Demba Ba signe un contrat de quatre ans avec le TSG 1899 Hoffenheim, ambitieux promu en Bundesliga 2, qui connait un début de saison difficile. Ba y inscrit son premier but lors de son premier match face à l'Energie Cottbus. Auteur de 12 buts en 30 matchs, il contribue largement à la belle remontée de son équipe, qui finit à la deuxième place du championnat et gagne ainsi sa promotion dans l'élite du football allemand, la Bundesliga, pour la saison 2008-2009. 
Sa deuxième saison à Hoffenheim est celle de la confirmation au plus haut niveau, il inscrit 14 buts en 33 matchs, Hoffenheim termine à la 7e place du classement et Demba Ba parmi le top 10 des buteurs. La saison suivante est plus difficile à cause de plusieurs blessures, mais il retrouve ses moyens physiques en 2010-2011, marquant six buts lors de la première moitié de la saison. Le club anglais de Stoke City est proche de le recruter mais annule le transfert à cause d'inquiétudes sur l'état de son genou.

#### Confirmation en Angleterre (2011-2014)
Lors du mercato hivernal de la saison 2010-2011, Demba Ba est transféré à West Ham United, en Angleterre, où il signe pour trois ans et demi. Pour la seconde moitié de saison, Demba Ba marque 8 buts en 14 matchs et suscite l'engouement du public anglais. Malgré la relégation de West Ham en deuxième division, sa réussite n'est pas passée inaperçue et il bénéficie d'une clause dans son contrat lui permettant de partir à moindre coût en cas de relégation.
Le 17 juin 2011, Demba Ba s'engage pour 3 ans avec Newcastle United, autre club de Premier League. Lors de la saison 2011-2012, il réalise une saison très prolifique avec les Magpies, particulièrement en première parti de saison, et termine la saison sur un bilan de 16 buts en 34 matchs. Il forme alors avec Papiss Cissé l'une des meilleures attaques du championnat et Newcastle termine à la 5e place. La saison suivante, il marque 13 buts en première moitié de saison et est courtisé par de grands clubs. Alors que son contrat se rapproche de son terme, il refuse de prolonger et affirme vouloir jouer dans un plus grand club.
Le 3 janvier 2013, il paraphe un contrat de trois ans et demi avec Chelsea, champion d'Europe en titre, moyennant une indemnité de transfert de 9 millions d'euros. Le maillot numéro 29 lui est attribué. Le 5 janvier, il marque ses deux premiers buts pour son premier match en FA Cup contre Southampton (5-1). Demba Ba n'a par contre pas le droit de jouer en Ligue Europa avec sa nouvelle équipe puisqu'il a déjà fait des apparitions avec Newcastle dans cette compétition.
Le 16 janvier, il marque le premier but de Chelsea, à nouveau face à Southampton. Demba Ba fait l'unanimité parmi les supporters et est très apprécié pour son impact sur le jeu même lorsqu'il ne marque pas toujours[réf. nécessaire]. Le 2 février, Demba Ba est titulaire face à Newcastle United, son ancien club. Pendant ce match, Demba Ba se brise le nez à la suite d'un contact avec le pied de son ancien coéquipier Fabricio Coloccini. Il sort juste avant la mi-temps et est remplacé par Fernando Torres. À la suite de cet incident, Demba est obligé de se faire mouler un masque pour protéger son nez. Il garde ce masque presque un mois et joue avec, notamment contre Wigan Athletic et Manchester City. Le 2 mars, lors du match contre West Bromwich Albion, il peut enfin jouer sans son masque et marque le but de la victoire (1-0). Sa performance est jugée réussie compte tenu du nombre d'occasions qu'il a eues et du nombre de longs ballons qu'il a pu récupérer. 
Après la trêve internationale, Demba Ba est titulaire face à Manchester United en Cup et apporte beaucoup dans le jeu, il marque un but acrobatique d'une extension du pied sur un long ballon de Juan Mata. Ce but permet à Chelsea de se qualifier pour les demi-finales et sa performance est applaudie et il est ovationné par le public à sa sortie. Le 15 mai 2013, Chelsea Football Club remporte la Ligue Europa face au Benfica Lisbonne. Malgré le fait que Ba ne puisse pas jouer dans cette compétition à cause de sa participation avec Newcastle, il reçoit quand même une médaille à la fin du match. La Ligue Europa est donc considérée comme le premier trophée dans la carrière de Demba Ba.
Demba Ba porte désormais le no 19, libéré par Paulo Ferreira qui quitte Chelsea à la fin de la saison 2012-2013.
La saison 2013-2014 de Demba Ba commence assez mal. Il est titulaire face à Aston Villa et fait un match décevant. Par la suite, il n'est pas reconduit comme titulaire pour les trois prochains matchs, José Mourinho lui préférant Fernando Torres et Samuel Eto'o. Il entre néanmoins en jeu face à Swindon et Bâle. Demba Ba lance réellement sa saison lors du match face à Norwich, où il pèse beaucoup sur le jeu et offre une passe décisive dès la 8e minute pour Oscar. Il se procure énormément d'occasions. Du fait de cette prestation, Demba Ba entre en jeu lors des matchs suivants et marque son premier but de la saison d'une belle volée face à Schalke 04, lors d'une victoire 3-0 de son équipe en Ligue des champions.
À la suite de ce but, José Mourinho continue à le faire entrer en jeu. Face à Southampton, il entre à la mi-temps et change le cours du jeu avec son coéquipier d'attaque Fernando Torres, il est récompensé par le but du break en toute fin de match. Lors du match suivant face à Sunderland, il entre en jeu et provoque le but qui offre la victoire à Chelsea. Face à Stoke City, il entre en jeu mais ne parvient pas à changer le cours du match.
Il est titulaire en Ligue des champions face au Steaua Bucarest et marque le seul but de la rencontre. Il s'ensuit une longue période ou le Sénégalais se contenta de fin de match pour essayer de montrer sa valeur, il le fait face à Tottenham en entrant à la 75e minute et en mettant un doublé, profitant de deux grosses erreurs de la défense des Spurs.
Le 8 avril 2014, il marque le but du 2-0 à la 87e minute du temps réglementaire qui donne la victoire à Chelsea et élimine le PSG en quart de finale de Ligue des champions. Il élimine alors son club de cœur. À la suite de cet épisode, José Mourinho décide de donner réellement sa chance à Demba Ba en lui donnant plus de temps de jeu, cette idée est payante car Demba Ba marque le but qui ramène les 3 points à Chelsea lors du match au Liberty Stadium de Swansea.
Le 27 avril 2014, il est ensuite titulaire face à Liverpool, comme beaucoup de remplaçants habituels lors de ce match. Il profite d'un contrôle manqué suivi d'une glissade du capitaine de Liverpool, Steven Gerrard, pour ouvrir le score, ce but ôte l'espoir d'un titre à Liverpool, le score sera néanmoins aggravé en fin de match grâce à un but du Brésilien Willian qui scelle la victoire des Blues.
En Ligue des champions, il rentre en cours de match lors de la demi-finale retour face à l'Atlético Madrid, mais il ne peut cette fois ci pas aider les Blues à se qualifier, la décision étant déjà faite avant son entrée.
En fin de saison, alors qu'il avait annoncé sur RMC lors de l'émission Luis attaque qu'il allait quitter Chelsea en recherche de temps de jeu, un revirement de situation se produit et le joueur déclare dans la presse : « José Mourinho m’a demandé de rester à Chelsea la saison prochaine. Je vois ça comme une récompense venue de Dieu. J’ai pesé le pour et le contre, et je pense que je resterai pour voir ce qu’il se passe. Je ne sais pas si ma situation s’améliorera, mais avec ce que m’a proposé le coach, tout peut arriver. Je veux jouer beaucoup de matches et je crois que ce sera le cas. J’ai été approché par Arsenal en août dernier, mais Mourinho a refusé que j’aille là-bas, car il ne veut pas que je renforce un rival. ».

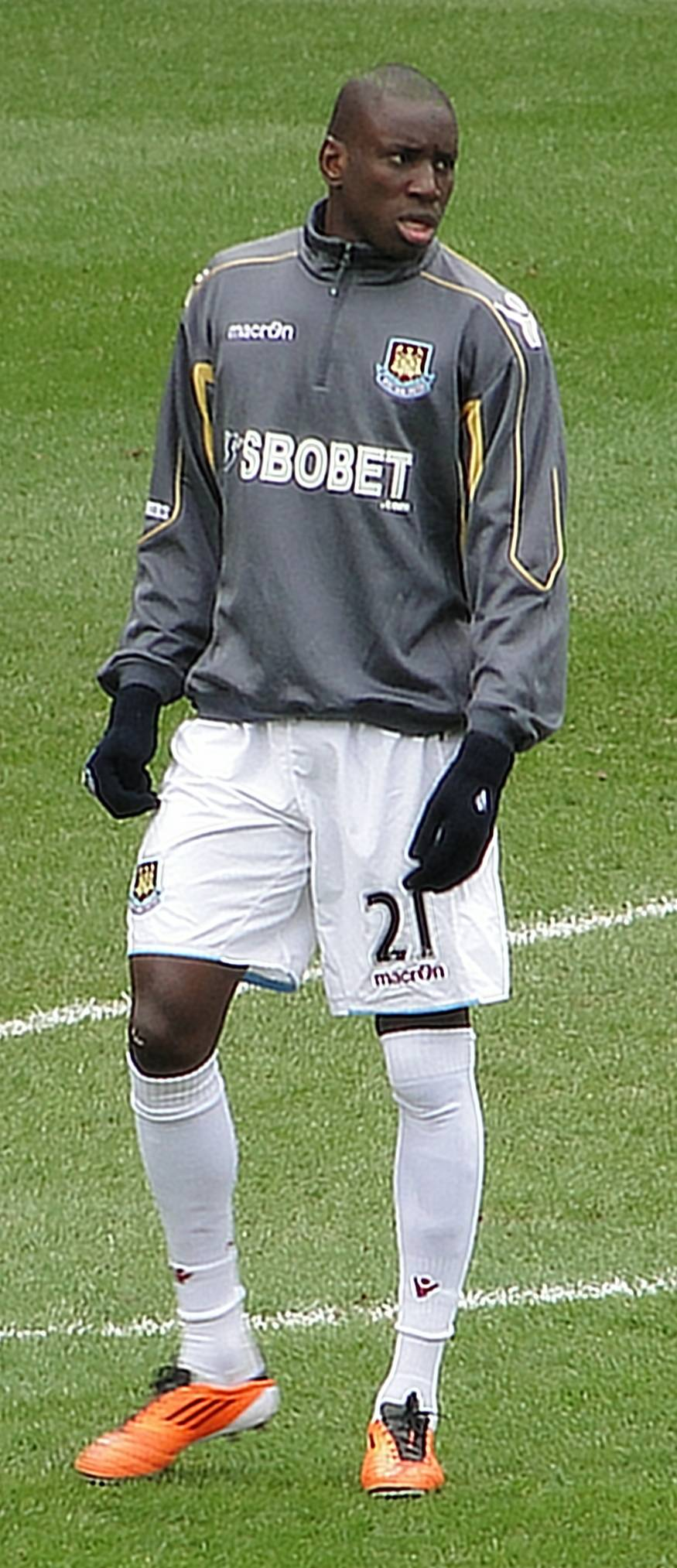
Demba Ba sous les couleurs de West Ham.
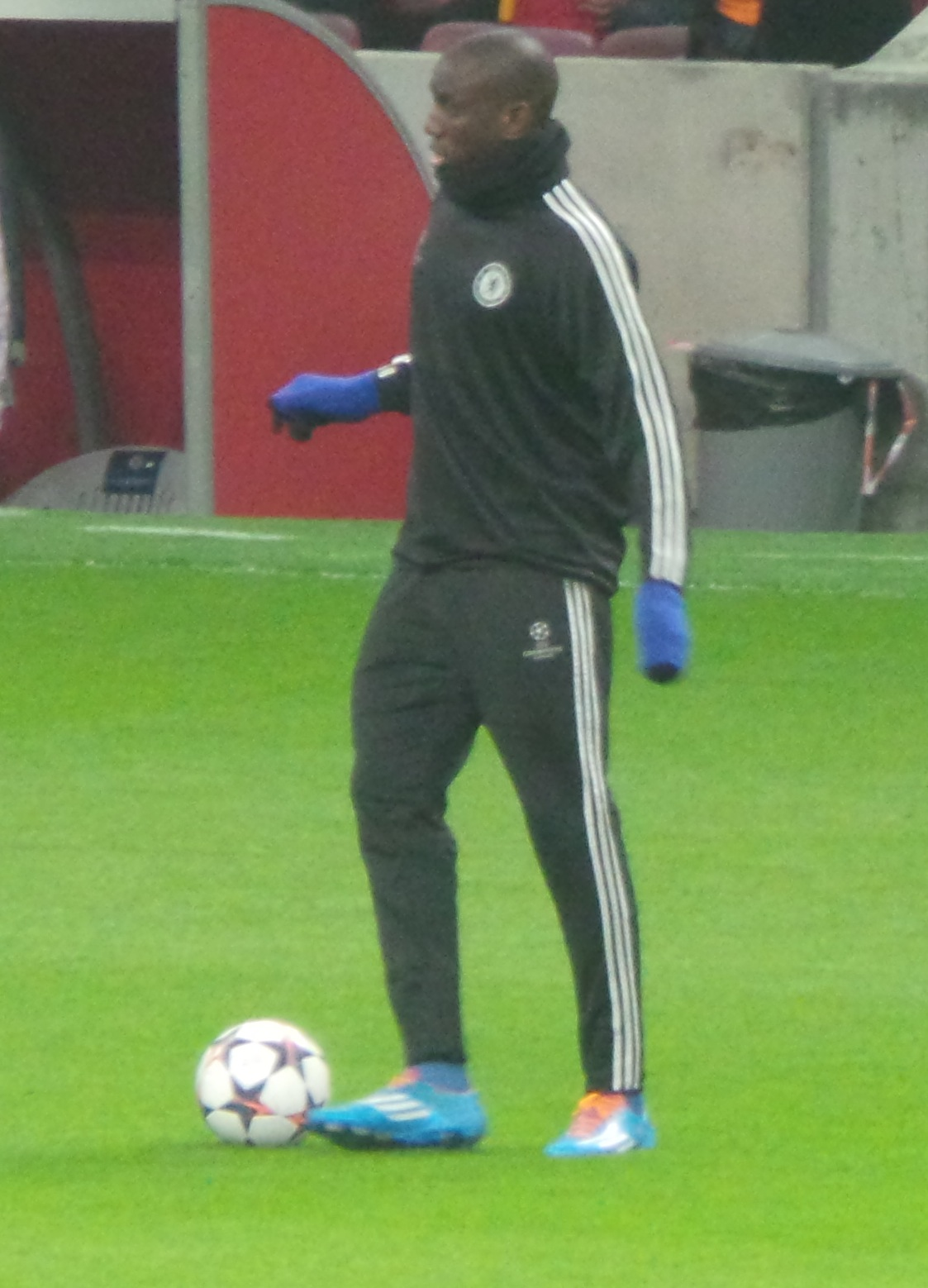
Demba Ba sous les couleurs de Chelsea.
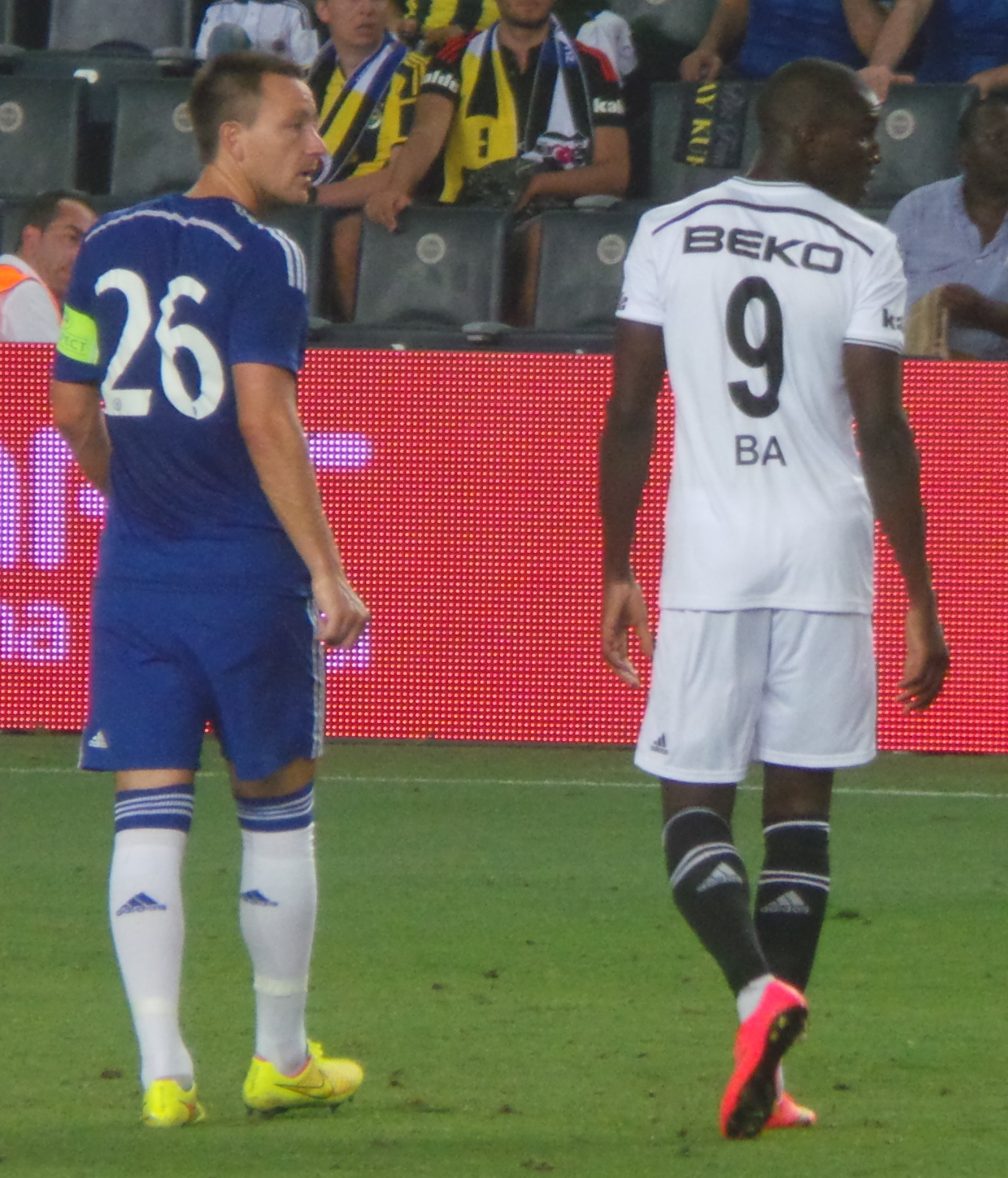
Demba Ba face à John Terry avec Chelsea.
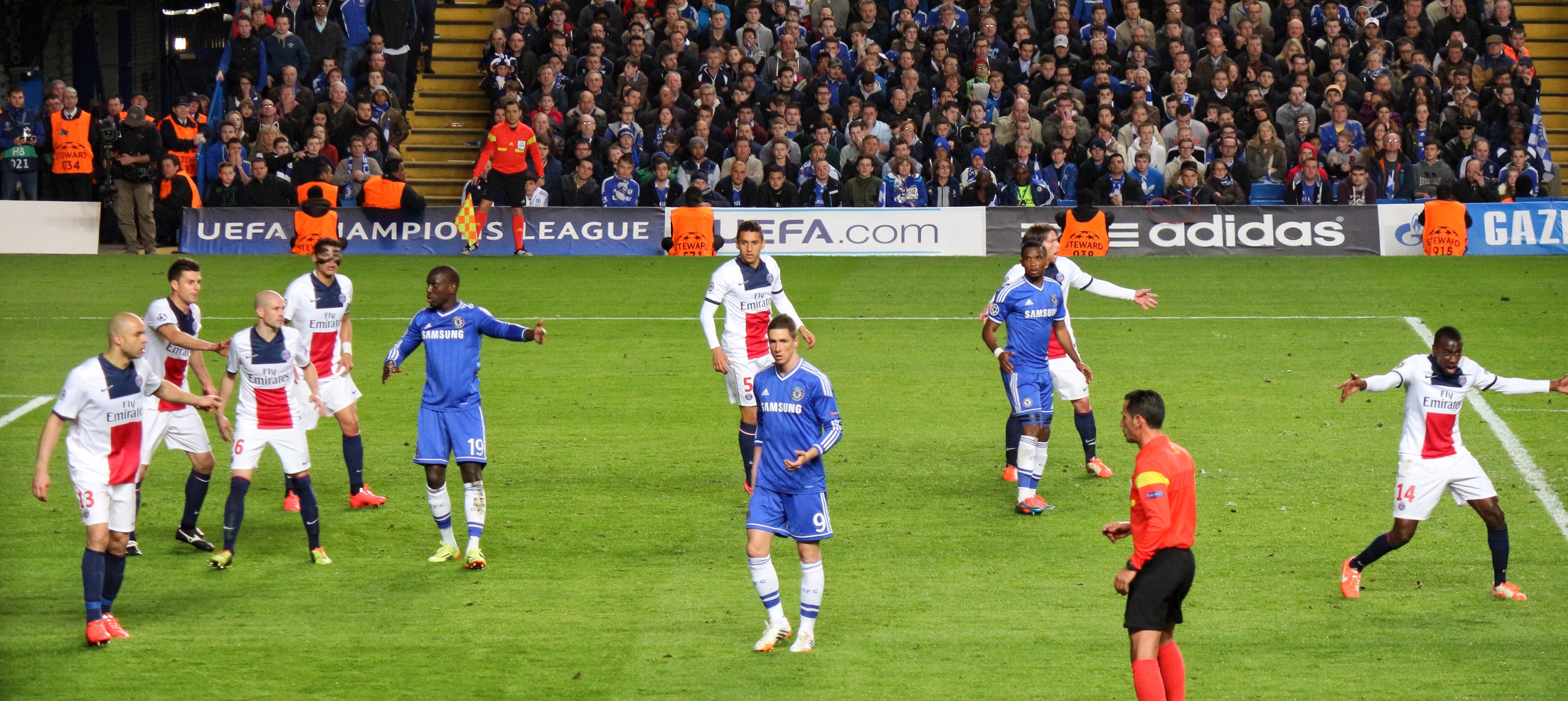
Demba Ba face au Paris SG avec Chelsea.
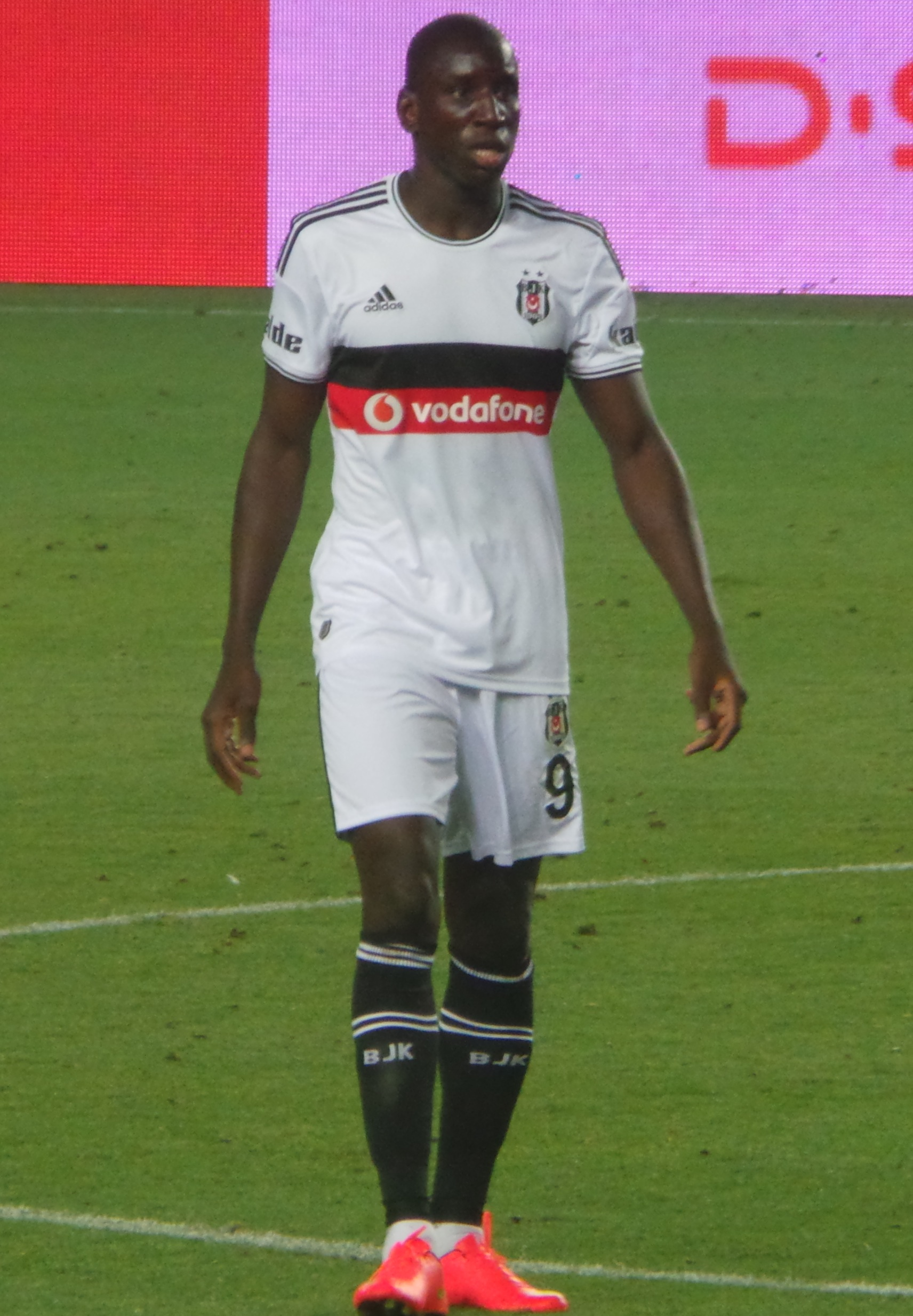
Demba Ba avec Besiktas en 2014.

#### Aller-retours entre Turquie et Chine (2014-2021)
Lors du mercato estival 2014-2015, il quitte Chelsea pour rejoindre Beşiktaş pour quatre ans et un montant de 6 millions d'euros payable en cinq fois d'ici la mi 2016. Il a joué un rôle dans le championnat de Turquie qu'il a remporté en 2017.
Le 27 juin 2015, il rejoint le Shanghai Shenhua pour un montant de 13 millions d'euros.
Le 17 juillet 2016, Demba Ba se fracture le tibia gauche après un choc avec le défenseur Sun Xiang lors du derby opposant le Shanghai SIPG et le Shanghai Shenhua ce qui pouvait mettre fin à sa carrière.
Il a cependant fini sa rééducation, et a repris les entrainements avec l'équipe de Beşiktaş (Istanbul) avant de rejouer son premier match officiel (il s'agit d'un prêt de quelques mois par son club chinois de Shanghaï qui continue de le payer et le récupèrera ensuite).
Le 31 janvier 2018, il a été prêté par le Shanghai Shenhua à Göztepe SK jusqu’à la fin de la saison. N’entrant plus dans les plans du Shanghai Shenhua, Demba Ba devait trouver une solution pour rebondir lors de ce Mercato hivernal. Six mois après son départ, Demba Ba est de retour en Chine.
Arrivé à Başakşehir au mois de janvier 2019, Ba a disputé 83 rencontres et inscrit 26 buts sous la tunique orange. Auteur de la première réalisation de l’histoire du club en Ligue des champions le 4 novembre 2020 face à Manchester United, il aura notamment marqué les esprits par son rôle prépondérant durant la rencontre face au Paris Saint-Germain en décembre 2020 et les incidents qui ont émaillé la partie. Le contrat liant Demba Ba et Istanbul Başakşehir a été « mutuellement résilié » , annonce le club turc. En fin de contrat au mois de juin 2021, l'attaquant de 35 ans a donc préféré quitter les rives du Bosphore avant la fin de la saison.
Libre au terme de son contrat à Başakşehir en juin 2021, où il restait sur une saison à 9 buts et 3 passes décisives en 37 matches toutes compétitions confondues, Demba Ba rejoint le FC Lugano (Suisse) pour un an (juin 2022). Néanmoins, il quitte le club après seulement 3 matchs et 48 minutes jouées,.

#### Carrière internationale
Demba Ba nait et grandit en France de parents sénégalais lui permettant d'être bi-national. À 22 ans, il répond positivement à première convocation d'Henryk Kasperczak en sélection du Sénégal. Il obtient sa première sélection le 2 juin 2007 et marque un but pour sa première contre la Tanzanie, match qualificatif à la Coupe d'Afrique des nations 2008 . Cependant, il ne participa pas à la CAN 2008. Il marque son second but en sélection et offre la victoire avec un but lors d'un match amical contre le Soudan en janvier 2012. Il participe à la CAN 2012 mais rate la phase finale lors du premier tour de la compétition. Pas qualifié pour la CAN 2013, il n'est pas sélectionné pour la Coupe d'Afrique des nations 2015 éliminée plus tard en phase de groupe.

### Carrière de dirigeant

#### Directeur sportif à l'USL Dunkerque (2023-)
En 2023, à la suite du rachat de l'USL Dunkerque par le groupe Yildirim, il est nommé conseiller sportif du club. Après le départ de Jocelyn Blanchard, il devient directeur sportif. L'amélioration des résultats du club est spectaculaire et son travail y est remarqué,,.

## Engagement
La foi musulmane a toujours compté pour Demba Ba. En 2013, il donne un avis négatif en tant que musulman tout comme Papiss Cissé, Hatem Ben Arfa et Cheikh Tioté de revêtir le futur maillot de Newcastle en raison du nouveau sponsor "Wonga", société de crédit, car la charia, la loi islamique, interdit en effet l'emprunt à crédit,
En 2014, alors à Chelsea, il met en vente son maillot aux enchères pour le financement du Collectif contre l'islamophobie en France (CCIF).
En janvier 2015, après les attentats contre Charlie Hebdo, il déclare : « Ce qui est arrivé en France... Je suis musulman, et ce qui est arrivé, ce n'est pas l'islam. J'aurais porté un maillot noir en hommage aux victimes et aux familles. Mais porter l'inscription "Je suis Charlie", je ne l'aurais pas fait. ».
En 2017, il apporte avec Nicolas Anelka un financement à l'association Urgences panafricanistes créée par Kémi Seba, activiste anticolonialiste et comptant plusieurs condamnations pour antisémitisme.
Au cours de sa carrière, il a dénoncé de nombreuses fois ce qu'il perçoit comme étant du racisme. Ainsi, en 2020, il entraîne ses coéquipiers d'Istanbul Başakşehir et ses adversaires du PSG à interrompre un match de Ligue des champions après que le 4e arbitre, Sebastian Colțescu, ait interpellé l'entraîneur adjoint Pierre Webó en utilisant le mot « negru », qui signifie « noir » en roumain. Plus tard, des doutes sont émis par les médias quant à la nature raciste de l'évènement. Ils mettent en avant la confusion liée à la compréhension de la langue roumaine,. Après investigation, l'UEFA estimera que l'incident n'avait pas de caractère raciste.

## Statistiques
| Saison                | Club                  | Championnat           | Championnat | Championnat | Coupe nationale | Coupe nationale | Coupe de la Ligue | Coupe de la Ligue | Compétition(s) continentale(s) | Compétition(s) continentale(s) | Compétition(s) continentale(s) | Sénégal | Sénégal | Total | Total |
| Saison                | Club                  | Division              | M.          | B.          | M.              | B.              | M.                | B.                | Comp.                          | M.                             | B.                             | M.      | B.      | M.    | B.    |
| 2005-2006             | FC Rouen              | CFA                   | 26          | 22          | -               | -               | -                 | -                 | -                              | -                              | -                              | -       | -       | 26    | 22    |
| 2006-2007             | Mouscron              | Jupiler League        | 10          | 8           | -               | -               | -                 | -                 | -                              | -                              | -                              | 2       | 1       | 12    | 9     |
| 2007                  | Mouscron              | Jupiler League        | 2           | 0           | -               | -               | -                 | -                 | -                              | -                              | -                              | 1       | 0       | 3     | 0     |
| Sous-total            | Sous-total            | Sous-total            | 12          | 8           | -               | -               | -                 | -                 | -                              | -                              | -                              | 3       | 1       | 15    | 9     |
| 2007-2008             | Hoffenheim            | 2.Bundesliga          | 30          | 12          | 3               | 0               | -                 | -                 | -                              | -                              | -                              | 2       | 0       | 35    | 12    |
| 2008-2009             | Hoffenheim            | Bundesliga            | 33          | 14          | 2               | 0               | -                 | -                 | -                              | -                              | -                              | -       | -       | 35    | 14    |
| 2009-2010             | Hoffenheim            | Bundesliga            | 17          | 5           | 1               | 0               | -                 | -                 | -                              | -                              | -                              | 3       | 0       | 21    | 5     |
| 2010-2011             | Hoffenheim            | Bundesliga            | 17          | 6           | 3               | 3               | -                 | -                 | -                              | -                              | -                              | 1       | 1       | 21    | 10    |
| Sous-total            | Sous-total            | Sous-total            | 97          | 37          | 9               | 3               | -                 | -                 | -                              | -                              | -                              | 6       | 1       | 112   | 41    |
| 2011                  | West Ham United       | Premier League        | 12          | 7           | 1               | 0               | -                 | -                 | -                              | -                              | -                              | 1       | 1       | 14    | 8     |
| 2011-2012             | Newcastle United      | Premier League        | 34          | 16          | -               | -               | 2                 | 0                 | -                              | -                              | -                              | 6       | 1       | 42    | 17    |
| 2012-2013             | Newcastle United      | Premier League        | 20          | 13          | -               | -               | -                 | -                 | C3                             | 2                              | 0                              | 1       | 0       | 23    | 13    |
| Sous-total            | Sous-total            | Sous-total            | 54          | 29          | 1               | 0               | 2                 | 0                 | -                              | 2                              | 0                              | 7       | 1       | 66    | 30    |
| 2013                  | Chelsea               | Premier League        | 14          | 2           | 6               | 4               | 2                 | 0                 | -                              | 0                              | 0                              | 1       | 0       | 23    | 6     |
| 2013-2014             | Chelsea               | Premier League        | 19          | 5           | 1               | 0               | 3                 | 0                 | C1                             | 6                              | 3                              | 2       | 0       | 31    | 8     |
| Sous-total            | Sous-total            | Sous-total            | 33          | 7           | 7               | 4               | 5                 | 0                 | -                              | 6                              | 3                              | 3       | 0       | 54    | 14    |
| 2014-2015             | Beşiktaş              | Süper Lig             | 29          | 18          | 3               | 1               | -                 | -                 | C1+C3                          | 4+8                            | 3+5                            | 2       | 0       | 46    | 27    |
| Sous-total            | Sous-total            | Sous-total            | 29          | 18          | 3               | 1               | -                 | -                 | -                              | 12                             | 8                              | 2       | 0       | 46    | 27    |
| 2015                  | Shanghai Shenhua      | CSL                   | 11          | 6           | 5               | 6               | -                 | -                 | -                              | -                              | -                              | -       | -       | 16    | 12    |
| 2016                  | Shanghai Shenhua      | CSL                   | 18          | 14          | 3               | 3               | -                 | -                 | -                              | -                              | -                              | -       | -       | 21    | 17    |
| Sous-total            | Sous-total            | Sous-total            | 29          | 20          | 8               | 9               | -                 | -                 | -                              | -                              | -                              | -       | -       | 37    | 29    |
| 2016-2017             | Beşiktaş (prêt)       | Süper Lig             | 2           | 1           | -               | -               | -                 | -                 | C1+C3                          | -                              | -                              | -       | -       | 2     | 1     |
| Sous-total            | Sous-total            | Sous-total            | 2           | 1           | -               | -               | -                 | -                 | -                              | -                              | -                              | -       | -       | 2     | 1     |
| 2017-2018             | Göztepe SK            | Süper Lig             | 13          | 7           | -               | -               | -                 | -                 | -                              | -                              | -                              | -       | -       | 13    | 7     |
| Sous-total            | Sous-total            | Sous-total            | 13          | 7           | -               | -               | -                 | -                 | -                              | -                              | -                              | -       | -       | 13    | 7     |
| 2018                  | Shanghai Shenhua      | CSL                   | 17          | 5           | -               | -               | -                 | -                 | -                              | -                              | -                              | -       | -       | 17    | 5     |
| Sous-total            | Sous-total            | Sous-total            | 17          | 5           | -               | -               | -                 | -                 | -                              | -                              | -                              | -       | -       | 17    | 5     |
| 2018-2019             | İstanbul Başakşehir   | Süper Lig             | 5           | 2           | -               | -               | -                 | -                 | -                              | -                              | -                              | -       | -       | 5     | 2     |
| 2019-2020             | İstanbul Başakşehir   | Süper Lig             | 28          | 13          | 4               | 2               | -                 | -                 | C1+C3                          | 2+7                            | 0+0                            | -       | -       | 41    | 15    |
| 2020-2021             | İstanbul Başakşehir   | Süper Lig             | 26          | 5           | 5               | 3               | -                 | -                 | C1                             | 6                              | 1                              | -       | -       | 37    | 9     |
| Sous-total            | Sous-total            | Sous-total            | 59          | 20          | 9               | 5               | -                 | -                 | -                              | 15                             | 1                              | -       | -       | 83    | 26    |
| 2021-2022             | FC Lugano             | Super League          | 3           | 0           | -               | -               | -                 | -                 | -                              | -                              | -                              | -       | -       | 3     | 0     |
| Sous-total            | Sous-total            | Sous-total            | 3           | 0           | -               | -               | -                 | -                 | -                              | -                              | -                              | -       | -       | 3     | 0     |
| Total sur la carrière | Total sur la carrière | Total sur la carrière | 348         | 152         | 37              | 22              | 7                 | 0                 | -                              | 35                             | 12                             | 22      | 4       | 449   | 190   |

## Palmarès

### En club
- Ligue Europa en 2013
- Championnat de Turquie en 2017 et 2020

### Distinction individuelle
- Joueur du mois de Premier League en décembre 2011.